# Bleu des Causses
El bleu des Causses (o blau dels Causses en occità), abans anomenat bleu d'Aveyron (blau d'Avairon), és un formatge blau francès de la regió del Rouergue (Avairon), i de l'Aubrac, beneficiant-se d'una AOC des de 1975. És un verdader «roquefort en llet de vaca» el caràcter rústic del qual prové del seu afinament perllongat als cellers cavats en les esllavissades calcàries dels Grands Causses, essencialment als penya-segats de les Gorges du Tarn.
És un formatge a base de llet de vaca, amb la pasta tacada de verd, d'un pes mitjà de 2,5 kg. La seva zona d'afinament està restringida a alguns cantons de l'Avairon: Campagnac, Cornus, Millau, Peyreleau i Saint-Affrique.
El seu període de degustació òptima s'estén de maig a setembre després d'un afinament de 10 a 12 setmanes, però també és excel·lent d'abril a desembre.
La producció fou de 983 tones el 2003 de la qual un 100% amb llet crua.